# Rivoluzione arancione

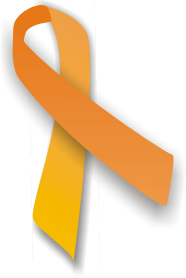
Un nastro arancione, simbolo della rivoluzione arancione ucraina. I nastri sono simboli comuni di protesta non violenta.

Con rivoluzione arancione s'intende il movimento di protesta sorto in Ucraina all'indomani delle elezioni presidenziali del 21 novembre 2004, parte del più ampio fenomeno delle rivoluzioni colorate.
I primi risultati vedevano il delfino dell'ex presidente Leonid Kučma - Viktor Janukovyč - in vantaggio. Ma lo sfidante Viktor Juščenko contestò i risultati, denunciando brogli elettorali, e chiese ai suoi sostenitori di restare in piazza fino a che non fosse stata concessa la ripetizione della consultazione. Il nome deriva dal colore arancione, adottato da Juščenko e dai suoi sostenitori, e divenuto il tratto distintivo della "rivoluzione" pacifica. I partecipanti alle proteste brandivano sciarpe e striscioni arancioni, oppure nastri del medesimo colore.
A seguito delle proteste, la Corte Suprema ucraina invalidò il risultato elettorale e fissò nuove elezioni per il 26 dicembre. Questa volta ad uscirne vincitore fu proprio Juščenko, con il 52% dei voti contro il 44% del suo sfidante. Il nuovo presidente si insediò il 23 gennaio 2005. La rivoluzione arancione è anche nota come prima rivoluzione ucraina, per distinguerla dalla Rivoluzione ucraina del 2014 generata dalle proteste del movimento Euromaidan e dalla rivolta di Kiev, sempre contro Janukovyč, filorusso e sostenuto dal presidente russo Putin.

## La campagna
Nella primavera del 2004 nessuno pensava a Viktor Juščenko come ad un rivoluzionario: sin dal 2001 aveva mantenuto le distanze dalla costante pressione di Julija Tymošenko nei confronti del presidente Leonid Kučma per costringerlo a dimettersi. Juščenko credeva che la costante demonizzazione del potere costituito fosse esattamente ciò che aveva tenuto sino ad allora l'opposizione in minoranza, e pensava inoltre che le autorità gli avrebbero consentito di salire al potere attraverso metodi costituzionali.
L'obiettivo dell'opposizione era quello di mettere fine alla monopolizzazione del potere politico ed economico da parte dei principali clan oligarchici, rappresentati plasticamente alla vetta dello stato dal presidente Leonid Kučma, membro del clan di Dnipropetrovs'k, dal primo ministro Janukovyč, membro del clan di Donec'k, e dal capo dell'amministrazione presidenziale, Viktor Medvedčuk, membro del clan di Kiev. Questa monopolizzazione fu resa possibile dall'instaurazione di un regime presidenziale, dalla creazione di una amministrazione presidenziale onnipotente e da numerose privatizzazioni, soprattutto nelle zone industriali dell'Est dell'Ucraina, la cui messa in opera non è mai stata trasparente.
Un anno prima delle elezioni, Kučma non godeva che di qualche punto percentuale nei sondaggi e venne perciò designato come candidato Janukovyč, un uomo di compromesso, il mezzo che i clan oligarchici avrebbero utilizzato per preservare il loro potere.
Le elezioni del 2004 si presentarono, all'opposizione come a molti ucraini, come l'occasione di rimettere in discussione le pratiche autoritarie del regime, che non esitava nemmeno a ricorrere all'omicidio per mantenersi al potere. La classe media nata dalle precedenti liberalizzazioni economiche e politiche sostenne il movimento d'opposizione, sia sul piano economico che politico. Non a caso la storica ucraina Mikola Riabčuk definì la Rivoluzione Arancione una “rivoluzione borghese”: fu infatti provocata dagli strati sociali più agiati, convinti che un rovesciamento del potere costituito non potesse che migliorare le loro condizioni di vita.

### Perché l'arancione?
L'opposizione ucraina sapeva di doversi in qualche modo reinventare. Innanzitutto lo slogan della ‘rivoluzione arancione’ diffuse l'idea che anche l'Ucraina potesse avere la sua versione della Rivoluzione di Velluto, rivoluzione non violenta che nel 1989 rovesciò il regime post-stalinista in Cecoslovacchia, della Rivoluzione cantata, ovvero il ritorno all'indipendenza, fra il 1987 e il 1991, di Estonia, Lettonia e Lituania, o della Rivoluzione delle rose, con cui si indicano le enormi dimostrazioni pacifiche del 2003 che in Georgia, a seguito di elezioni truccate, costrinsero il capo del governo Ševardnadze a dimettersi. Il colore arancione in parte fu scelto perché si pensava che la fase decisiva delle elezioni sarebbe stato il periodo immediatamente precedente al primo turno di ottobre, quando la strada principale di Kiev, Chreščatyk, è in genere bordata di ippocastani e foglie autunnali – anche se in realtà il periodo decisivo della rivoluzione ebbe poi luogo in inverno inoltrato, quando dalle strade di Kiev l'arancione era ormai scomparso.

### PORA
Un ruolo preminente negli eventi ucraini è stato giocato dall'organizzazione di giovani attivisti PORA, in realtà costituita da due organizzazioni, una delle quali rimase deliberatamente non organizzata. In ucraino il termine ‘Pora’ significa “È l'ora”, ed è anche il significato contrario del titolo dell'inno patriottico ucraino “Ne pora” (“Adesso non è l'ora”). La prima versione di PORA, soprannominata ‘Pora nera’, era una continuazione dell'ala radicale dei movimenti “Ucraina senza Kučma” e “Per la verità” del 2001, che non ebbero successo, e il capo era Mychajlo Svystovyč, anche se l'organizzazione, perlopiù per motivi ideologici, ma anche per evitare misure repressive da parte dell'autorità, rimase priva di un vero e proprio portavoce.
La ‘Pora gialla’, la cui guida de facto era Vladyslav Kaskiv, spuntò fuori nello stesso momento con gran parte delle stesse idee; ‘Pora gialla’ aveva però un'organizzazione più imprenditoriale, sia politicamente che economicamente, ed era più basata nella capitale. Ci fu persino il sospetto che Juščenko avesse messo mano nella creazione del doppione ‘Pora gialla’ per rubare il marchio e farlo convergere maggiormente nella sua direzione. In ogni caso fu Roman Bezsmertnyj ad aiutare a coordinare le due componenti del movimento, che in seguito, durante le proteste di piazza dell'Indipendenza si accordarono per stabilire una divisione del lavoro, con due patti informali il 15 ottobre e il 15 novembre 2004.
PORA basò la sua strategia soprattutto su un libro di Gene Sharp, From Dictatorship to Democracy: A Conceptual Framework for liberation (1993), soprannominato il ‘Clausewitz della guerra non violenta’, cercando di individuare i punti deboli del regime ucraino. PORA mise in atto delle tattiche ‘situazioniste’ per deridere le autorità e dissipare la paura della repressione: lo slogan “Uccidi la tv all'interno di te stesso”, cortei carnevaleschi per le strade, il blocco dei bus che trasportavano i “votanti di professione” durante il giorno delle votazioni. Inoltre PORA contribuì allo sviluppo di un network indipendente per monitorare e analizzare i risultati elettorali, sulla scorta di quanto fatto in Slovacchia nel 1998.

### Le opzioni delle autorità
Le autorità ucraine avrebbero probabilmente potuto vincere le elezioni, se solo avessero usato metodi differenti. Ma c'erano troppi giocatori schierati dalla loro parte, e troppi piani per falsificare le elezioni, che alla fine finirono per lavorare l'uno contro l'altro.
1. Riforma costituzionale: il primo piano era quello di cancellare le elezioni, come avvenuto nel 1999; se ne discusse molto, specialmente dopo una decisione della Corte Costituzionale del dicembre 2003, che di fatto apriva la strada ad un terzo mandato presidenziale di Kučma, sebbene la costituzione ucraina ne prevedesse un massimo di due. Era però difficile per Kučma, con un gradimento di livello bassissimo, minore al 5%, reclamare un'altra vittoria. Il piano prevedeva di scatenare un ‘caos governato’, mettendo uno contro l'altro Janukovyč e Juščenko, l'Ucraina occidentale con l'Ucraina orientale, cosicché le elezioni potessero essere cancellate per ristabilire l'ordine e il nuovo mandato a Kučma potesse essere fatto passare per il male minore. La prova che questo piano era tenuto in seria considerazione è il fatto che le elezioni finirono realmente polarizzate in questo modo, con Kučma che in dicembre incominciò a proporsi come un conciliatore fra le due parti avverse. Il parlamento però non approvò questo rinnovamento di mandato presidenziale, con il voto dell'8 aprile, per soli sei voti mancanti alla maggioranza – quelli di alcuni oligarchi che si rifiutarono di appoggiare il piano.[8]
2. Una strategia della tensione: le autorità giocarono anche con l'idea di creare una strategia della tensione, sia per intimidire alcuni votanti e costringerne altri ad appoggiarli, sia per avere un alibi per rinviare o esautorare le elezioni; ma furono troppo divisi per portare alle estreme conseguenze una simile strategia. Il 20 agosto 2004 una bomba esplose al mercato di Troješčyna a Kiev, uccidendo una persona e ferendone undici.[9] Fu seguita da una bomba più piccola due settimane dopo. Gli attentati furono immediatamente attribuiti ai sostenitori più intransigenti di Juščenko. Ma Troješčyna era in realtà la zona prediletta dal malvivente Kysel e da alcuni oscuri racket collegati a Viktor Medvedčuk, capo dello staff del presidente Kučma. Altre bombe furono piazzate nei locali del movimento giovanile Pora. Ma queste erano provocazioni di basso profilo in confronto a quanto, verso la fine della campagna elettorale, escogitò Andrij Kljujev, capo del personale elettorale di Janukovyč: egli tentò di organizzare finti attacchi terroristici nella regione di Donbass, con decine di morti che in seguito sarebbero stati attribuiti a Juščenko; tuttavia il servizio di sicurezza ucraino, così come le forze speciali del ministro degli interni, rifiutarono di cooperare. Questi attacchi furono organizzati per testare i limiti delle frodi realizzabili, e per demotivare i votanti dimostrando loro che le loro intenzioni sarebbero state disattese. Per fortuna il livello della protesta internazionale fu una volta tanto forte.[10]
3. Janukovyč il populista: la terza opzione per il regime era concentrarsi sulle vere e proprie elezioni e trovare, di comune accordo, un candidato; non è però chiaro perché alla fine venne scelto Janukovyč. Sarebbe stato di gran lunga più presentabile un candidato più centrista, o senza un passato criminale, così come un candidato che avesse precedentemente occupato un ruolo di maggiore prestigio di quello di autista nell'era sovietica. Sembra tuttavia che nel novembre 2002, il clan di oligarchi di Donec'k mise al corrente il presidente Kučma che sarebbe toccato a loro, questa volta, nominare il primo ministro, sebbene molti altri clan non fossero propriamente entusiasti di questa prospettiva. Di fatto, però, ciò si accordava con la priorità principale di Kučma in quel momento: trovare un contrappeso al potere del Partito Socialdemocratico di Ucraina (che non era altro che una copertura politica dietro cui si celava il clan oligarchico di Kiev), il cui capo Viktor Medvedčuk era allora il capo dell'amministrazione presidenziale. D'altra parte il clan di Kiev era ben felice di cedere la presidenza del consiglio, poiché ciò gli avrebbe permesso di evitare che il gruppo di Donec'k costruisse un qualche tipo di alleanza di convenienza con Juščenko. Il clan di Donec'k pensava solamente ad espandere  suoi affari e i suoi interessi politici, e si preoccupava poco di trovare il candidato meglio piazzato per vincere le elezioni. Inoltre sottovalutò enormemente le difficoltà dell'espandere i suoi criminosi metodi politici al resto dell'Ucraina, e persino al resto dell'Ucraina orientale. Ciò potrebbe spiegare perché i possibili candidati centristi, e in particolar modo Serhij Tihipko, il nuovo presidente della Banca Nazionale, rinunciarono alla candidatura: un civile capitalista internazionale come Tihipko, a suo agio sia in incontri di rilievo mondiale come il Forum economico mondiale di Davos sia nella sua città natale, Dnipropetrovs'k, era a dir poco scoraggiato dalla prospettiva di dover utilizzare i metodi del clan di Donec'k; allo stesso modo, la sua immagine da onesto colletto bianco non avrebbe attirato voti nella regione di Donbass. Finì comunque a ricoprire il ruolo di manager della campagna elettorale di Janukovyč. Altri possibili candidati centristi avevano le loro debolezze: Valerij Choroškovs'kyj, ministro dell'economia, era troppo giovane; Serhij Hrynevec'kyj, governatore della regione di Odessa, era troppo sconosciuto. Ma soprattutto le autorità non pensarono di circondare Juščenko con forti candidati fantoccio alla sua destra come al suo centro-sinistra, fallendo così nel cercare di stroncare l'avanzamento dell'opposizione verso elettori più moderati nell'Ucraina centrale. Un'altra possibile spiegazione dell'appoggio del regime a Janukovyč è il fatto che il pacchetto di possibili riforme costituzionali fu progettato con in mente la sua figura nel ruolo di primo ministro, e che era di fatto un candidato ben malleabile, dietro cui Kučma avrebbe potuto continuare ad esercitare il suo potere. Un'altra possibile teoria è che la scelta di Janukovyč sia da ricercarsi nella strategia preparata dai ‘tecnologi russi’ (infatti negli anni di isolamento diplomatico dell'Ucraina, in seguito allo scoppio dello scandalo Gongadze nel 2000, il regime di Kučma era caduto sotto una più forte influenza russa): per il disegno geopolitico russo era infatti decisivo scegliere un candidato il più possibile in antitesi con il nazionalismo dell'Ucraina occidentale. Alcuni russi addirittura progettarono di provocare una spinta che accentuasse il separatismo galiziano, per costruire una più forte collaborazione russo-ucraina che li escludesse – infatti parecchi russi avevano apprezzato i vantaggi di un'Ucraina semi-isolata e speravano che il trend continuasse anche sotto Janukovyč. Può darsi anche che le autorità semplicemente sbagliarono nella loro scelta: erano troppo fiduciose della loro capacità di vendere qualsiasi candidato agli elettori e contavano troppo sul fatto che, comunque fossero andate le elezioni, le loro ‘risorse’ avrebbero garantito loro la vittoria. Più realisticamente ognuna di queste teorie ha la sua percentuale di verità, e il loro effetto sommato fu che la campagna di Janukovyč difettò di una direzione chiara. Janukovyč cercò di impostare la campagna su toni populistici, ma perché questa strategia funzionasse dovette rinverdire la sua immagine di oppositore all'ordine costituito: peccato che la sua retorica riguardo al ‘vecchio potere’ (il presidente Kučma) e il ‘nuovo potere’ (lui stesso) arrivò troppo tardi per fare qualche reale differenza. Dopo un'iniziale risalita nei sondaggi in primavera, il suo miglioramento si arrestò in estate, con Juščenko ancora avanti. A tre mesi dalle elezioni, l'arrivo in Ucraina di consulenti russi cambiò le cose: per migliorare la popolarità di Janukovyč, il governo pianificò ingenti aumenti dei pagamenti assistenziali pubblici (compreso, in alcuni casi, il raddoppio delle pensioni statali): la tattica si rivelò temporaneamente efficace. Fra la metà di settembre e quella di ottobre, Janukovyč risalì di ben dieci punti (dal 34 al 44% in un ipotetico secondo turno). I tre quinti dell'aumento della popolarità di Janukovyč arrivò da ultra-cinquantenni, cioè coloro che erano già in pensione, o che, in poco tempo, lo sarebbero stati.[11]
4. La carta russa: gran parte dei russi che arrivarono a Kiev nel 2004 si descrissero come ‘tecnologi politici’: il loro ruolo in paesi come la Russia e l'Ucraina era quello di modificare e persino creare partiti e politici in grado di governare, e cercare di fare la stessa cosa con l'opposizione; quella che veniva chiamata ‘tecnologia’ erano in realtà frodi e manipolazioni elettorali. Generalmente lavoravano per le autorità, ed erano soliti non fermarsi davanti a nulla. La spiegazione della numerosa presenza di ‘tecnologi politici’ in Ucraina nel 2004 è da ricercarsi prevalentemente nei generosi compensi, ma anche nel fatto che in Russia era da poco terminato il ciclo elettorale, per cui molti di loro non erano impegnati in nessun altro incarico: decisero così di sfruttare le imminenti elezioni ucraine, molti sotto mandato del governo russo stesso. L'Ucraina si presentava ai loro occhi come un El Dorado, visto anche che i cambiamenti effettuati alla costituzione russa da Putin dopo la strage di Beslan abolirono i collegi elettorali della Duma, causando di fatto una diminuzione delle possibili elezioni da manipolare. Il loro obiettivo fu quello di modificare il tema centrale della campagna elettorale: alla contrapposizione fra ‘opposizione buona’ e ‘autorità cattive’ andava sostituita quella fra ‘est’ e ‘ovest Ucraina’. Ecco perché i ‘tecnologi politici’ decisero di giocare la carta russa, e non è difficile capire perché pensassero che sarebbe stata la carta vincente: prima di tutto, erano quasi tutti russi; secondariamente, Putin godeva di una popolarità in Ucraina superiore al 60%, e così pensarono di costruire una campagna elettorale sotto la sua ombra. Metà della strategia era pubblica. Il 27 settembre, un mese prima del voto, Janukovyč si prese un ultimo sensazionale impegno: fare del russo una lingua ufficiale, considerare la doppia cittadinanza russo-ucraina, nonché abbandonare tutti gli avvicinamenti verso la NATO; i primi due impegni avrebbero necessitato, fra l'altro, di cambiamenti alla costituzione del 1996. Ma anche la Russia entrò prepotentemente nella campagna. Durante il summit russo-ucraino a Soči in agosto, Putin si dichiarò favorevole ad eliminare l'equivalente dell'IVA italiana sulle esportazioni di petrolio verso l'Ucraina, ad un costo per le casse russe di ben 800 milioni di dollari, e con un conseguente sconto del petrolio ucraino di circa il 16%. Inoltre, quando il prezzo al barile superò i 50 dollari, i fornitori russi mantennero i prezzi costanti sino alle elezioni. La Russia altresì annunciò che, a partire dal 1º novembre, i cittadini ucraini avrebbero potuto soggiornare in Russia per novanta giorni senza la necessità di registrarsi e che, dal gennaio 2005, sarebbe stata garantita la possibilità di entrare nel territorio russo con i soli documenti ucraini. Non a caso uno degli slogan della campagna elettorale di Janukovyč recitava: “Ucraina-Russia; più forti insieme”. La parte segreta della strategia può essere ricavata da un dossier scoperto nel giugno precedente. I ‘tecnologi’ scrivevano nel documento che “lo scenario principale della campagna elettorale doveva essere il ‘conflitto diretto’”. Affermavano inoltre che “il nostro obiettivo è destabilizzare la situazione nelle regioni, il che potrebbe nuocere agli interessi commerciali degli oligarchi e trascinare nel processo Juščenko”. Nel documenti si raccomandava di istigare l'animosità fra gli ucraini dell'est e dell'ovest, fra i polacchi e gli ucraini, e fra le varie chiese dell'Ucraina. Si diceva inoltre che “l'obiettivo dei media (cioè dei ‘nostri media’) è di interpretare questo come un conflitto ontologico fra est e ovest, un conflitto politico fra Ucraina Nostra e Partito delle Regioni, e un conflitto personale fra Juščenko e Janukovyč”. Il documento menzionava anche la necessità di “organizzare un movimento sociale nelle regioni sud-orientali del paese contro Juščenko e la sua cerchia, dipingendoli come dei reazionari, dei pro-americani, dei candidati radicali” e di rappresentare l'opposizione come il “partito aggressivo”. Molti di questi propositi si tradussero effettivamente in realtà.[12]

### Buščenko
In ottobre, quando ancora il risultato delle elezioni era incerto, gli attacchi contro Juščenko da parte delle autorità si fecero particolarmente duri. Date le contemporanee elezioni presidenziali in America, apparve una nuova figura nella campagna elettorale: ‘Viktor Buščenko’ (Bush + Juščenko = Buščenko). “Juščenko”, si affermava, “è un progetto dell'America, che non vuole una forte, indipendente Ucraina”. Cominciarono a circolare cartelloni e pubblicità in cui George Bush appariva da dietro una maschera di Juščenko dicendo “Sì! Juščenko è il nostro presidente”, con la differenza che la ‘P' era cancellata in modo da leggere rezydent, un termine in uso nel KGB per indicare un agente in un paese straniero. ‘Buščenko’ apparì anche nelle fattezze dello Zio Sam chiedendo “Siete pronti per una guerra civile?” e dicendo “Bosnia-Erzegovina, Serbia, Kosovo, Iraq… Voi siete i prossimi!”.

## La frode
Il 31 ottobre 2004 fu il giorno del primo turno delle elezioni: i due candidati principali erano Viktor Janukovyč, il primo ministro uscente e leader del Partito delle Regioni, e Viktor Juščenko, governatore della Banca Nazionale dal 1993 al 1999, primo ministro fra il 1999 e il 2001, capo di Ucraina Nostra e molto apprezzato in Occidente. Janukovyč era il candidato delle autorità, le stesse autorità che avevano governato l'Ucraina fin dalla caduta dell'Unione Sovietica nel 1991.
Autorità che erano arrivate a questo punto malamente preparate: pensavano di avere la vittoria in pugno, o che solo un minimo ammontare di brogli sarebbe stato sufficiente per ‘aggiustare’ i risultati. Janukovyč era avanti nei sondaggi da circa un mese, grazie soprattutto ai provvedimenti presi in materia di pensioni statali; provvedimenti che tuttavia causarono un'impennata dell'inflazione e un brusco calo del tasso di scambio della moneta ucraina, il che spaventò molti elettori con ancora fresco in mente il ricordo della super-inflazione dei primi anni 90. Il partito di Janukovyč aveva poi altre ragioni per essere fiducioso: l'economia in generale stava andando bene e l'opposizione aveva in mano pochi media e poco denaro; il lavoro per loro era già fatto.
Infatti il panico prese il sopravvento fra i sostenitori di Janukovyč, quando si incominciò a capire che Juščenko era in testa. Il team di Janukovyč era piuttosto fiducioso riguardo ai risultati, infatti Serhii Kivalov, capo della Central Election Commission of Ukraine (CEC) - incaricata di raccogliere, contare e annunciare i risultati – aveva fornito ad un team segreto (i cui telefoni erano però sottoposti ad intercettazione dal servizio segreto ucraino) del primo ministro uscente radunatosi al cinema Zorjanyj, nel centro di Kiev, le password di accesso ai database della CEC: i voti furono infatti ‘contati’ dalla ‘squadra di Zorjanyj. Il team di Zorjanyj era collegato con dei cavi a fibra ottica alla sede della CEC (vicina al cinema), in modo da poter intercettare e manipolare i risultati in favore di Janukovyč. Difatti destò molti sospetti il tempo che impiegavano i protocolli inviati via mail dalle commissioni elettorali locali ad arrivare alla CEC, così come il fatto che arrivassero in blocco tutti insieme. In seguito i dati arrivavano al server centrale della CEC, dove venivano controllati e messi in rete nel sito www.cvk.gov.ua. Gli hacker in seguito distrussero il server di transizione che trasferiva i dati alla CEC, in modo da evitare l'identificazione del loro punto di accesso remoto.
Le frodi non si limitarono soltanto all'aumento del numero di voti, infatti un grande numero di false schede elettorali – visibilmente differenti dalle originali - furono stampate in Russia per l'occasione; inoltre la ‘squadra di Zorjanyj’, dove necessario, non esitò a distruggere numerose schede.
Heorhii Kirpa, boss delle ferrovie ucraine, fu invece responsabile del cosiddetto “turismo elettorale”: organizzò bus carichi di persone da trasportare in giro per il paese per far loro ripetere le operazioni di voto; quando i bus non bastavano, Kirpa mise a disposizione interi treni della Ukrainian Railways, per un costo intorno ai 2 milioni di dollari.
Ma vi fu di più: tradizionalmente coloro che erano lontano da casa o in viaggio avrebbero dovuto avere un documento inserito dal ministero dell'interno nel loro passaporto, da mostrare ai funzionari per votare in un altro seggio elettorale. Nel maggio 2004, l'intransigente ministro dell'interno Mykola Bilokon, emise una direttiva segreta che non avrebbe più reso necessaria questa pratica, spalancando in questo modo la porta ad una varietà di brogli che gonfiarono i risultati finali con un numero di voti fraudolenti compreso tra 1.5 e 2 milioni. Secondo Volodymyr Paniotto del Kiev International Institute of Sociology (KIIS) “queste operazioni permisero al partito di Janukovyč di modificare i risultati delle elezioni per una percentuale compresa fra il 10 e il 15% in tutta l'Ucraina”.
I risultati, manipolati, del primo turno videro comunque di poco in vantaggio Juščenko con il 39.87% dei voti, davanti al 39.26% di Janukovyč.

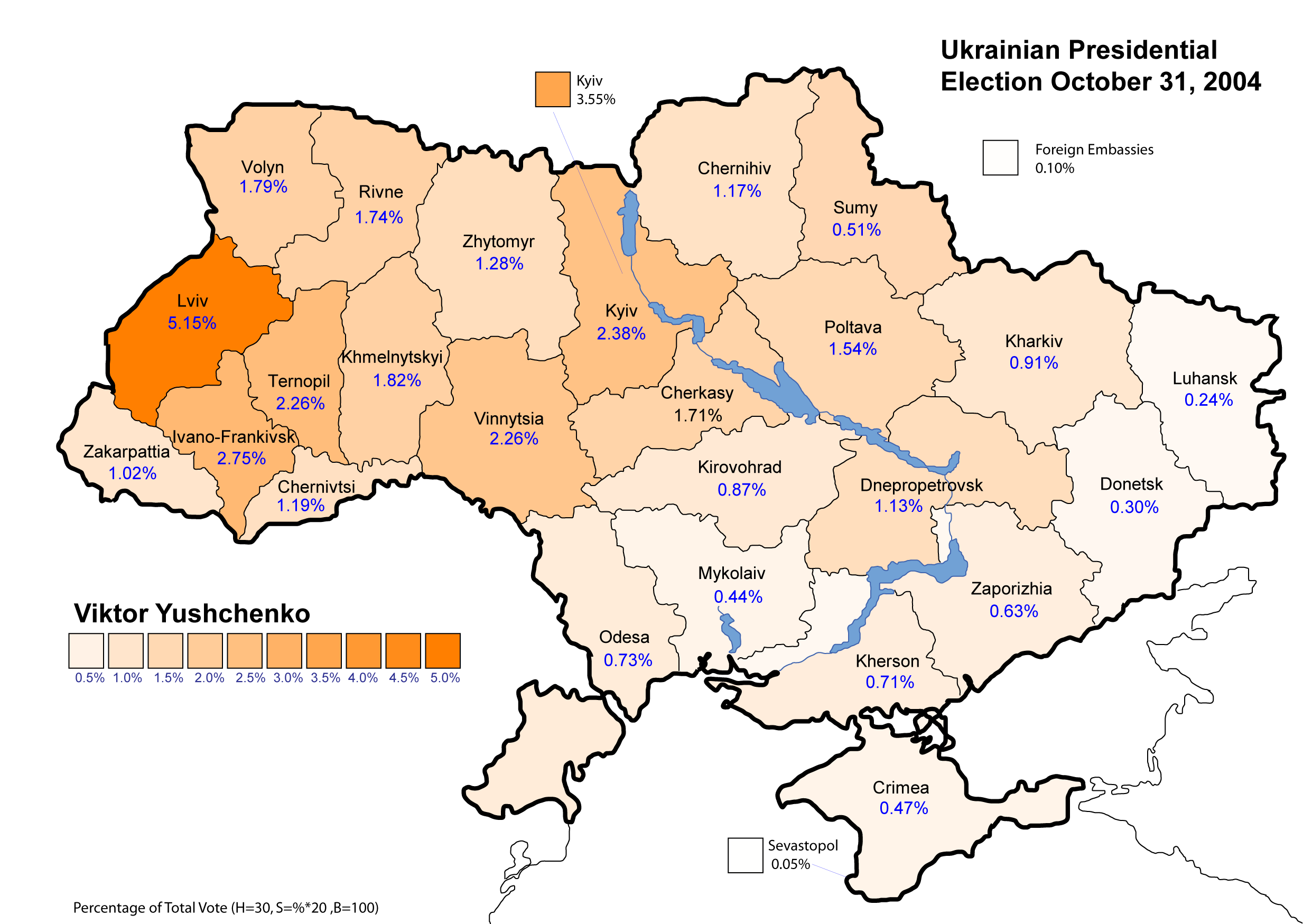
Viktor Juščenko (Primo turno) - percentuale dei voti totali nazionali
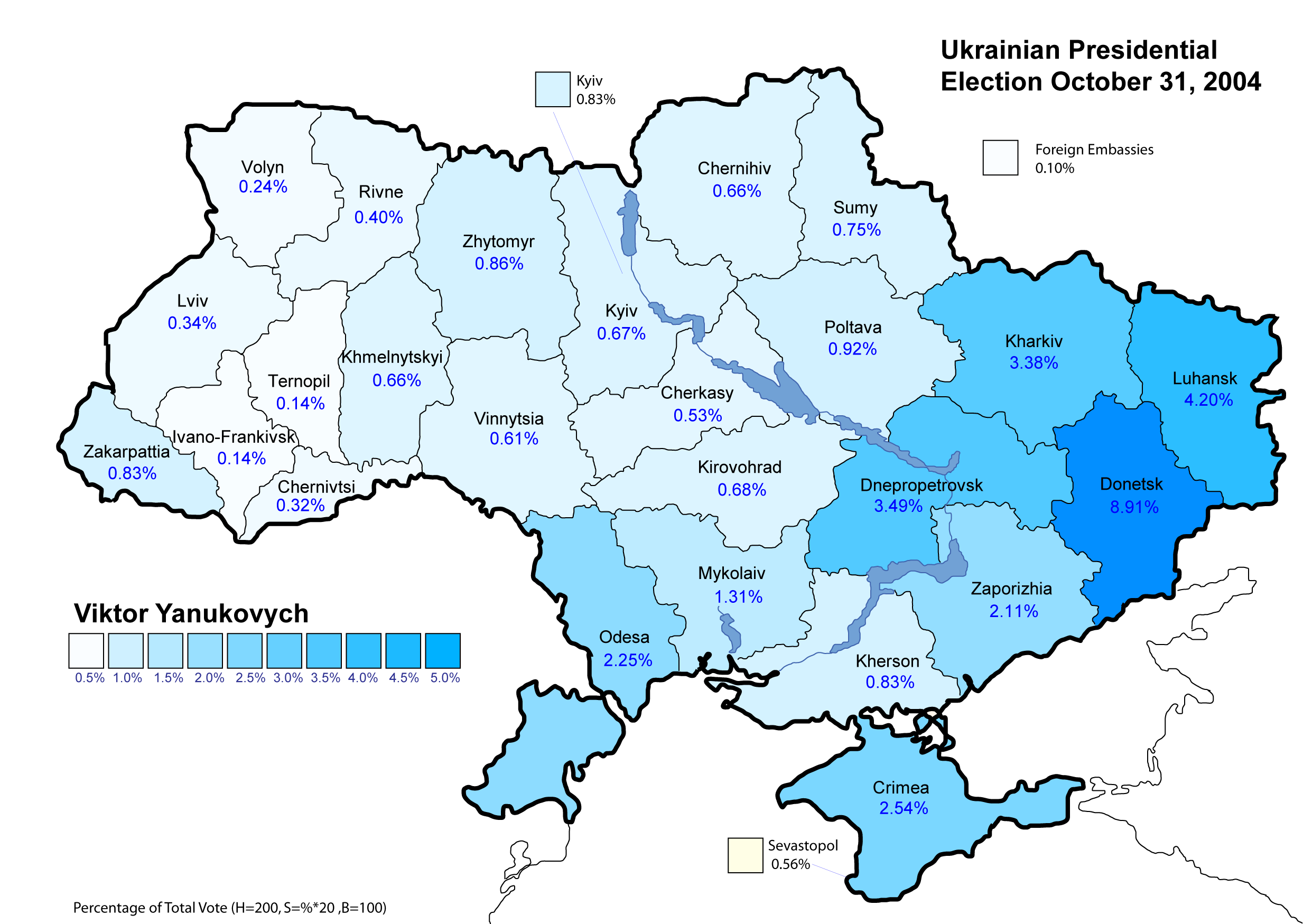
Viktor Janukovyč (Primo turno) – percentuale dei voti totali nazionali

### Il secondo turno
Le autorità alzarono la posta in gioco il 21 novembre, giorno del secondo, e decisivo, turno: furono offerti 100.000 dollari agli onesti rappresentanti dell'agenzia di exit poll del KIIS per non svolgere il loro compito, e seguire così la strada di altre agenzie sondaggistiche addomesticate dal regime; gli uomini del KIIS però rifiutarono (questo dimostrò che l'Ucraina non era così spietatamente autoritaria come altri stati post-sovietici).
Questa volta il sondaggio del KIIS, con un numero di interviste pari a 15.000, rilevava una chiara vittoria di Juščenko con il 57,3%, davanti a Janukovyč con il 43.3% dei voti. Di conseguenza le autorità si affidarono maggiormente agli sforzi del team di Zorjanyj, che questa volta intervenne nel processo di conteggio dei voti in maniera di gran lunga più plateale. Fu stabilito un vantaggio per Janukovyč che Juščenko non sarebbe stato in grado di recuperare: con il 65.5% dei voti contati, Janukovyč era in testa con il 49.5%, contro il 46.9% di Juščenko, e in seguito il distacco cambiò di poco. Mentre il conteggio dei voti durante il primo turno durò quasi due settimane, questa volta Janukovyč fu dichiarato vincitore la notte stessa, con una percentuale del 49.6, contro il 46.6 di Juščenko.
Il fattore decisivo fu la falsificazione dell'affluenza: nella regione natale di Janukovyč, quella di Donec'k, dove i sostenitori di Juščenko furono tenuti fuori dalle commissioni elettorali, l'affluenza, secondo i dati ufficiali, arrivò al 96.7%, e il voto in favore di Janukovyč fu pari al 96.2%. Nella regione di Donbass nel suo complesso (Donec'k e Luhans'k), il bacino di voti a favore di Janukovyč salì fra primo e secondo turno di quasi un milione di unità, ovvero da 2.88 a 3.71 milioni di voti. In altre parole, il margine di vittoria di Janukovyč in tutta l'Ucraina derivò da questo solo aumento.
Il partito di Janukovyč obiettò alle accuse affermando che due milioni di voti erano stati falsificati in favore di Juščenko nell’Ucraina occidentale, senza però fornire prove che supportassero questa affermazione – eccetto delle statistiche sull’emigrazione che avrebbero dovuto dimostrare che molti ucraini dell’ovest erano all’estero al momento del voto, chi a essere sfruttato in aziende in Polonia, chi a lavorare nell’edilizia in Portogallo, chi a fare la badante in Italia.

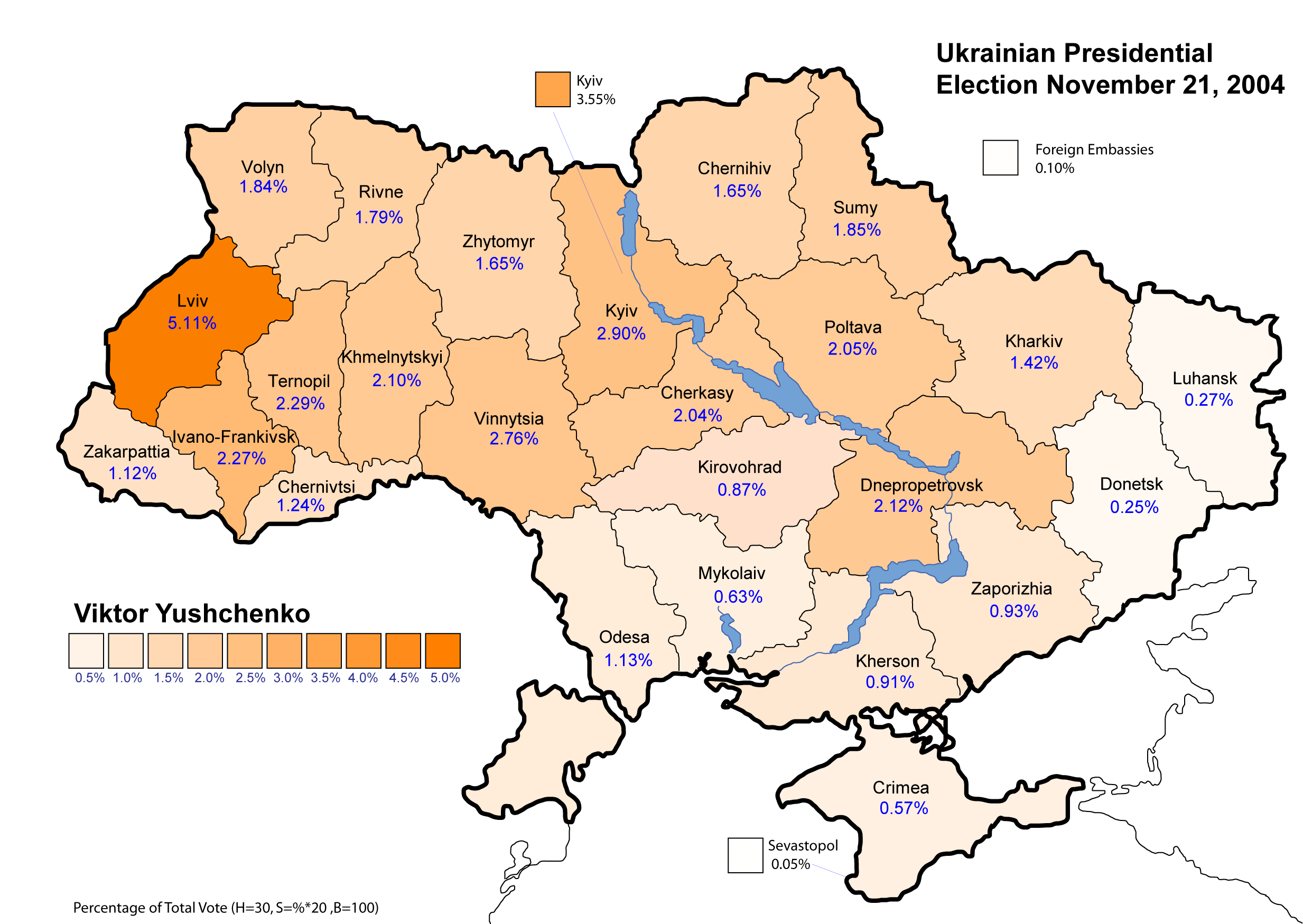
Viktor Juščenko (Secondo turno) – percentuale dei voti totali nazionali
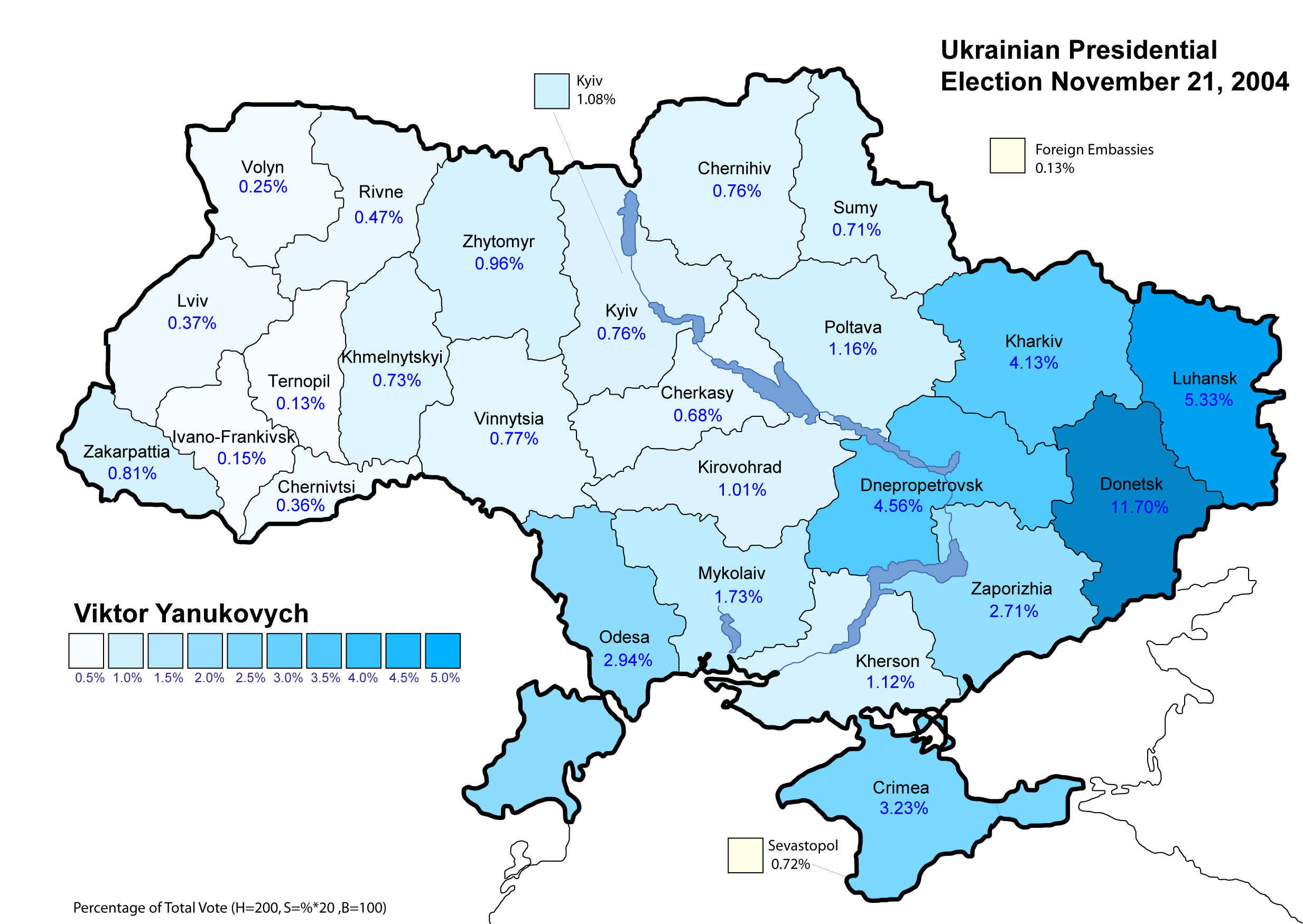
Viktor Janukovyč (Secondo turno) – percentuale dei voti totali nazionali

## La protesta
L'opposizione sapeva che le autorità avrebbero fatto di tutto per manipolare i risultati elettorali, e quindi sapeva che avrebbe dovuto agire rapidamente, anche attraverso manifestazioni di protesta. Secondo molte fonti, entrambi gli schieramenti si aspettavano dimostrazioni di piazza, sicuramente più grandi della campagna ‘Ucraina senza Kučma’ del 2001, ma non avrebbero mai pensato a cifre superiori a 60.000 o 70.000 manifestanti.

### Piazza dell'Indipendenza

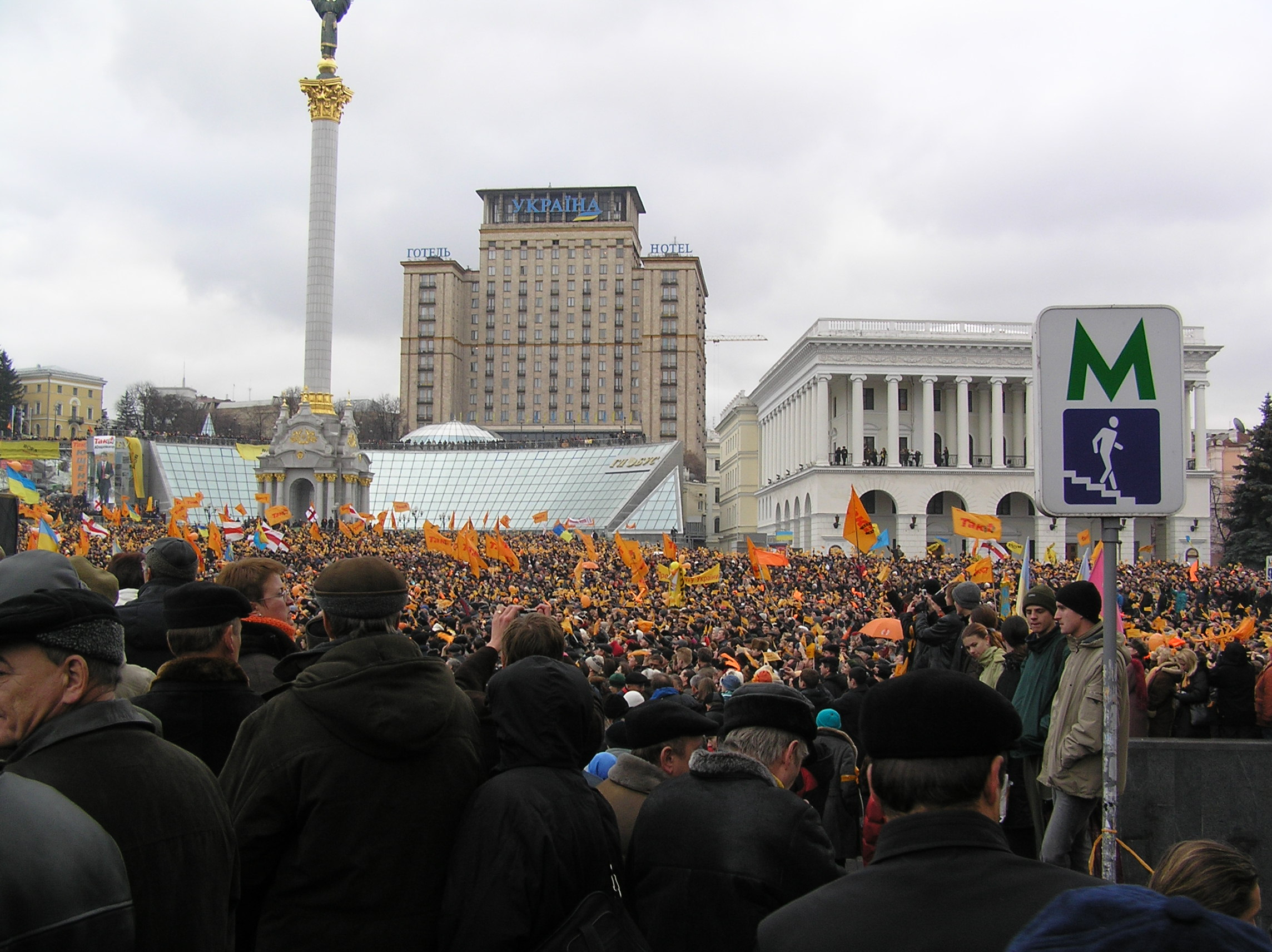
Manifestanti vestiti di arancione riuniti nella Piazza dell'Indipendenza (Majdan Nezaležnosti) a Kiev il 22 novembre 2004.

Il team di Juščenko non si stava preparando segretamente per la rivoluzione: erano pronti a manifestare, ma non speravano che ciò assumesse proporzioni ragguardevoli. Quando i seggi furono chiusi, alle 8 di sera del 21 novembre, Juščenko inizialmente chiamò al raduno nella Piazza dell'Indipendenza di Kiev un ristretto numero di protestanti: l'idea era quella di radunarsi per cominciare un conteggio pubblico dei voti. Quella notte si radunarono fra le 25.000 e le 30.000 persone, la maggior parte delle quali, passata la notte, se ne tornò a casa; la situazione, a questo punto, era tutto fuorché rivoluzionaria.
La vera sorpresa arrivò il mattino seguente, il 22 novembre. Nonostante Janukovyč fosse stato preannunciato vincitore, l'associazione Iniziative Democratiche stava già stampando, a lotti di 100.000, volantini che dichiaravano Juščenko vincitore (“Viktor Juščenko ha vinto! 54% a 43%!”), sulla base degli exit poll del KIIS. Armati dei volantini, fra 200.000 e 300.000 abitanti di Kiev saltarono il lavoro e a metà mattinata riempirono piazza dell'Indipendenza e l'attigua strada principale Chreščatyk. Il numero dei partecipanti stupì tutti, sia le autorità che l'opposizione. Nei giorni seguenti i numeri sarebbero aumentati per l'arrivo di migliaia di manifestanti in treno e in bus dall'Ucraina occidentale.
Anche la squadra di Janukovyč aveva un buon numero di sostenitori al suo fianco in est-Ucraina, ma l'epicentro del governo, dei brogli elettorali e dell'occhio dei media internazionali era a Kiev; e Kiev aveva votato in massa a favore di Juščenko al secondo turno (il 74.7%, persino secondo le cifre ufficiali).
Contrariamente alle aspettative delle autorità, i numeri dei manifestanti in strada continuarono a crescere: gli organizzatori stimarono un numero massimo di mezzo milione di persone presenti in piazza sabato 27 novembre.
Secondo un sondaggio realizzato dal KIIS, solo il 27.5% dei manifestanti aveva un'età compresa fra i 18 e i 29 anni, e il 23.7% fra i 30 e i 39.
La CEC, mercoledì 24 novembre, dichiarò Janukovyč vincitore; il giorno seguente i dimostranti presero il controllo della sede dei sindacati e del municipio di Kiev, entrambi vicini a piazza dell'Indipendenza.
La corte suprema accettò di esaminare l'appello fatto da Juščenko contro i risultati il lunedì precedente; mediatori internazionali arrivarono il venerdì, quando Juščenko chiedeva un nuovo voto per dicembre. Janukovyč replicò con un'offerta di nuove elezioni, ma solo nella regione di Donbas; ipotizzò anche di poter nominare, in qualità di presidente, Juščenko primo ministro. Nessuna delle due offerte fu accolta.
Le autorità non furono solo spiazzate dalla robustezza della protesta internazionale, ma anche dal fatto che essa inaspettatamente si trasformò in un intervento diretto: Aleksander Kwaśniewski, l'allora presidente polacco, e Javier Solana, alto rappresentante della politica estera dell'Unione Europea, arrivarono a Kiev il 25 novembre. L'intervento dell'Unione europea fu fondamentale perché avvenne molto presto, perché fu totalmente inaspettato, e perché la Polonia guidò un'unanimità di opinioni che attraversava l'Atlantico.

### La corte
Le corti ucraine non avevano una grande reputazione riguardo alla loro indipendenza; la Corte Suprema però, a differenza della Corte Costituzionale e delle corti locali, non era sotto il controllo pressante del regime, per il semplice motivo che in passato non era mai stato necessario controllarla.
Venerdì 3 dicembre, la decisione della Corte Suprema ruppe inaspettatamente lo stallo politico: dichiarò che “durante la gestione del ballottaggio ci sono state massicce violazioni della legge Ucraina" e che quindi “le violazioni dei principi della legge elettorale […] escludono la possibilità di stabilire con certezza i veri risultati dell'espressione della volontà dei votanti nell'intero paese”. Sia le fazioni di Janukovyč che quelle di Juščenko credevano che la Corte, anche se avesse concordato con la posizione di Juščenko, si sarebbe fermata a ciò, rimpallando l'onere di risolvere il problema al parlamento o ai tavoli internazionali; invece la Corte sconvolse lo scenario politico, ordinando un'esplicita soluzione: la ripetizione del secondo turno il 26 di dicembre.

### Il compromesso
L'8 dicembre i deputati del parlamento votarono un pacchetto di provvedimenti: una riforma costituzionale insieme ad una nuova legge elettorale, una riforma del governo locale e la destituzione dello screditato presidente della commissione elettorale.
La CEC fu ricostituita con un nuovo presidente, Jaroslav Davydovyč, e quattro nuovi membri; furono altresì riformate le commissioni dei seggi elettorali, con un uguale numero di rappresentanti di Juščenko e di Janukovyč.

### Il terzo turno
La campagna elettorale verso la ripetizione del secondo turno fu una copia pressoché esatta della precedente. Il livello delle frodi declinò considerevolmente – in alcuni casi  si azzerò del tutto – e la maggior parte dei brogli superstiti ebbero luogo nell'Ucraina orientale.
Il 26 dicembre, Juščenko vinse con un ufficiale 52% dei voti, contro il 44.2% di Janukovyč.
Secondo Volodymyr Paniotto del KIIS solo il 2% della discrepanza rispetto alle proiezioni degli exit poll – che davano vincente Juščenko con il 55.3%, contro il 40.6% di Janukovyč – era attribuibile a frodi elettorali, mentre il resto era dovuto alla difficoltà nel campionare certe fette della popolazione (come i carcerati e i militari) e alla diffidenza di certi sostenitori di Janukovyč nel dichiarare il proprio voto.
I risultati del 26 dicembre furono significativamente simili a quelli del 21 novembre, prima che questi ultimi venissero offuscati dai brogli.

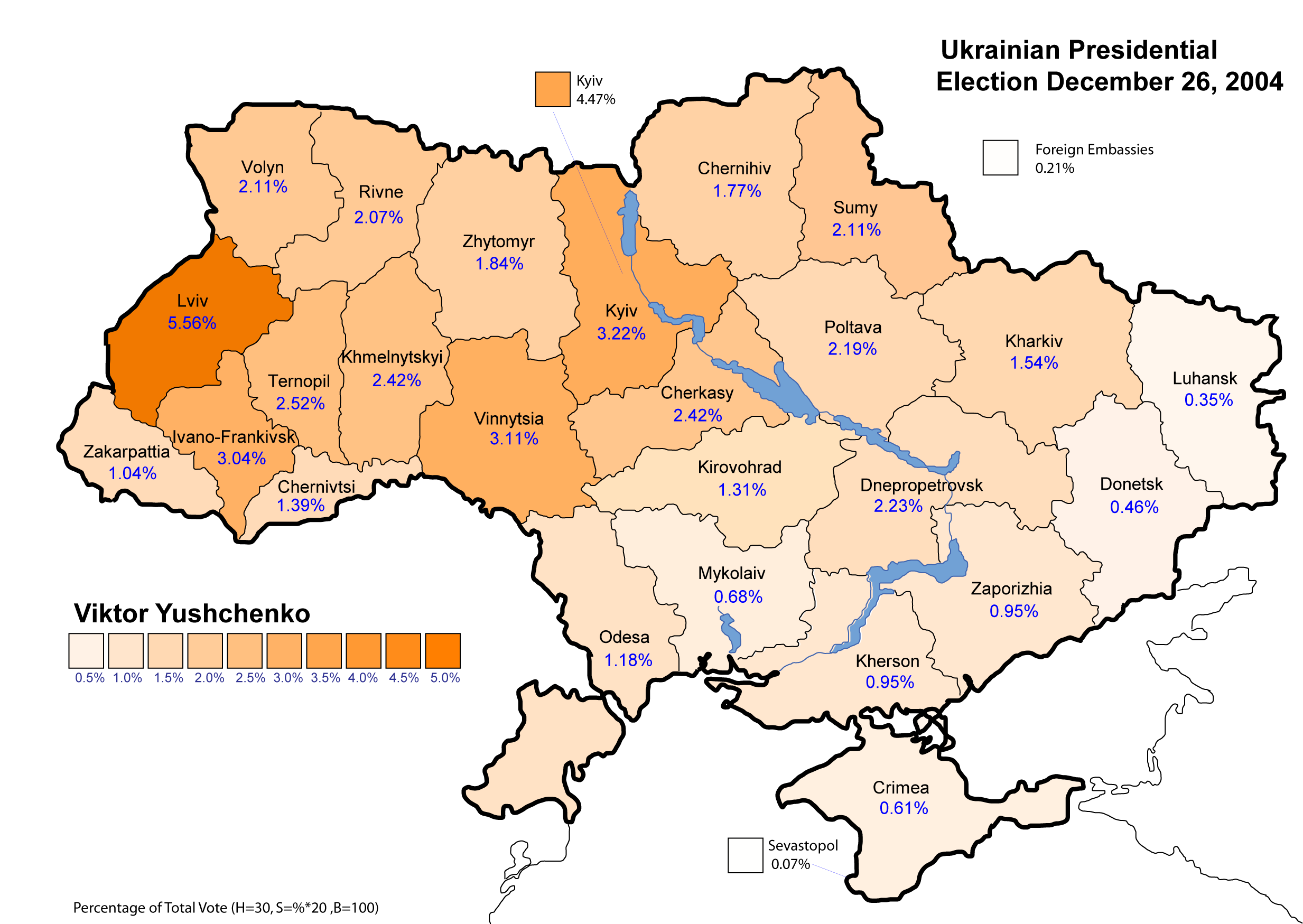
Viktor Juščenko (Terzo turno) – percentuale dei voti totali nazionali
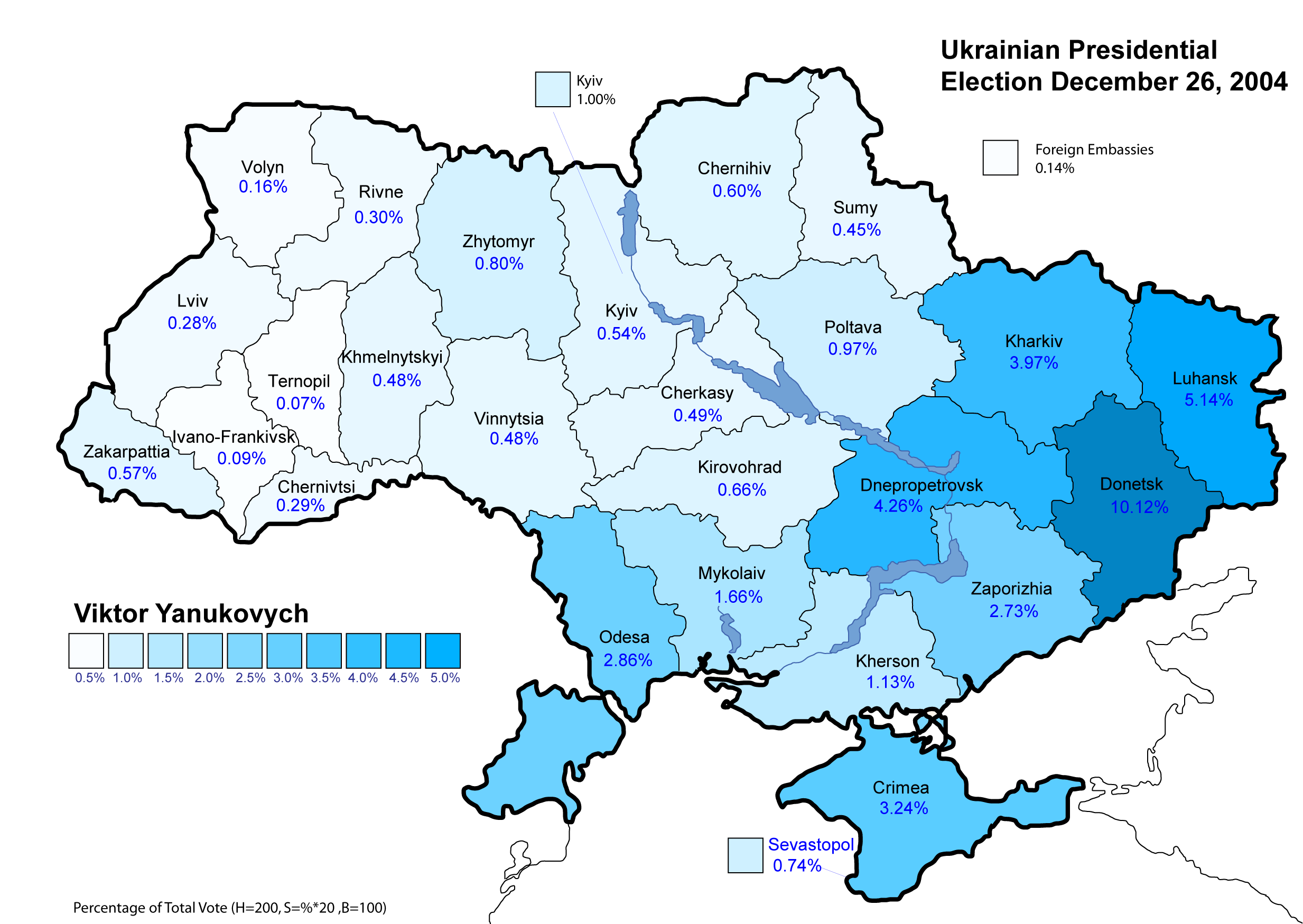
Viktor Janukovyč (Terzo turno) – percentuale dei voti totali nazionali

## L'uso di internet
L'uso di internet nella Rivoluzione Ucraina permise all'opposizione di assicurare alle varie parti in gioco uguali possibilità di vittoria, o almeno molto simili, grazie soprattutto alla diffusione di informazione attraverso canali non tradizionali. I numerosi siti web che sostennero Juščenko non risparmiarono critiche spietate e forti derisioni a Janukovyč, mentre il governo rinunciò al controllo di questo potente mezzo, sperando di vincere con il solo aiuto delle sue ‘postazioni fortificate’, cioè i mass media. Internet giocò un ruolo cruciale soprattutto riguardo all'alterazione dei risultati elettorali, infatti permise di pubblicare numerosi exit poll indicanti una schiacciante vittoria di Juščenko; quando la CEC annunciò la vittoria di Janukovyč al secondo turno nonostante queste previsioni, migliaia di persone scesero furibonde in strada a manifestare.
Inoltre l'uso di internet permise di facilitare la raccolta di fondi per la campagna elettorale, attraverso l'utilizzo di carte di credito.
I siti in Rete non necessitarono di un'attrazione di massa per diffondere un cambiamento significativo; solamente la possibilità di far fuoriuscire informazioni essenziali da una stretta cerchia di pubblico innescò un effetto a catena.

## Il "nazionalismo civico"
La Rivoluzione Arancione fu sia una ribellione civica sia una rivoluzione nazionalistico-democratica. Il sociologo ucraino Stepanenko afferma che “la sintesi dell'idea di un rinnovamento democratico della società e delle autorità accompagnata ad una riaffermazione degli interessi politici nazionali furono organicamente ed efficacemente uniti negli slogan ‘arancioni’”. In altre parole, la Rivoluzione Arancione combinò nazionalismo e democrazia; quando agli ucraini fu chiesto perché avessero partecipato alla rivoluzione, il 33.2% e il 24.7% degli ucraini dell'ovest e del centro indicarono come decisiva l'accresciuta coscienza nazionale, contro il solo 9.1% degli ucraini dell'est.
L'attivista Jevhen Nyščuk descrisse come gli ucraini che protestavano in piazza dell'Indipendenza “volessero vedere l'Ucraina come gli ucraini, in opposizione a quanti la volevano vedere come un'appendice della Russia”.
Infatti il tecnologo politico che lavorò per la campagna elettorale di Juščenko Pohrebyns'kyj affermò che secondo lui la Rivoluzione Arancione mobilitò un così grande numero di persone – per la quasi totalità provenienti dall'Ovest Ucraina - poiché la feroce competizione fra i due principali candidati si trasformò in una lotta per la vita o la morte della nazione stessa; perciò “queste persone erano pronte a pagare qualsiasi prezzo per vincere”.

## Conseguenze
La rivoluzione arancione è stata, quindi, più che altro un moto di protesta contro le complesse condizioni di vita del Paese, contro un potere corrotto e impopolare per i troppi scandali – rappresentante di potentati economici odiosi alla maggioranza della popolazione -, per la speranza di non vedersi sbattere la porta in faccia dalla ricca e vicina Europa.
I suoi effetti per lo spazio ex sovietico sono stati quasi simili al crollo del Muro di Berlino per la Germania. Dopo secoli il Polo russo ha trovato un grosso concorrente e gli equilibri regionali si sono immancabilmente spostati verso occidente, favoriti anche dal quasi contemporaneo allargamento dell'Unione europea ad Est il 1º maggio 2004. L'adesione di Kiev all'Ue è diventato uno degli argomenti più pressanti nell'agenda continentale..
La coalizione arancione al potere è, però, entrata in crisi quasi subito. L'8 settembre 2005 Julija Tymošenko, una delle anime della rivoluzione arancione, è stata costretta a dimettersi dalla carica di primo ministro per dissidi con altri membri dell'Esecutivo e con il presidente Juščenko. Sono seguite due elezioni parlamentari nel 2006 e quelle nel 2007, continue risse politiche, una clamorosa coabitazione tra Juščenko e l'arcirivale Viktor Janukovyč come premier dal 10 agosto 2006 al 18 dicembre 2007. Le elezioni presidenziali del 17 gennaio 2010 segnano la definitiva fine di questo periodo.
Gli ucraini ricorderanno la rivoluzione arancione per le speranze che ha generato, ma anche per le mancate promesse e il lungo periodo di paralisi politica e istituzionale.